# Иха (Цунтинский район)
Иха (цез. ИхIаь) — село в Цунтинском районе Республики Дагестан. Входит в состав Терутлинского сельсовета.

## География
Село находится на расстоянии 36 км к северо-западу от села Цунта, административного центра района.

## Население
| 1939 | 1970 | 1989 | 2002 | 2010 | 2021 |
| ---- | ---- | ---- | ---- | ---- | ---- |
| 22   | ↗28  | ↗42  | ↘30  | ↘23  | ↗59  |